# Le Grand Bain
Le Grand Bain, también conocida cómo El gran baño, Todo o nada, Hombres al agua o Nadando por un sueño, es el nombre de una película francesa de género comedia y drama dirigida por Gilles Lellouche y estrenada en 2018. Fue protagonizada por Guillaume Canet, Mathieu Amalric y Virginie Efira.
La película fue seleccionada para competir en la edición de 2018 en el Festival de Cannes. Además es la favorita para competir en la entrega de los Premios César de 2019 donde obtuvo 10 nominaciones.

## Sinopsis
Bertrand es un padre de familia que circula pronto los cincuenta y hace dos años se encuentra sin trabajo. A partir de allí, sufre de una depresión que lo obliga a tomar antidepresivos y en poder relacionarse con la gente.
Al querer cambiar de forma de vida, Bertrand decide formar parte de un grupo de hombres de su edad que son miembros del primer equipo nacional de natación sincronizada. El equipo estaba compuesto por Laurent, un depresivo que posee una mala relación con su esposa y su madre; Simon, quien vive de mal humor por tener mala convivencia con su hija adolescente y por no tener éxito ni popularidad en el mundo de la música; Marcus, el encargado de un negocio que está a punto de cerrar; Thierry, quien vive frustrado pensando en sus problemas y en su vida sexual; John, siempre ausente y tomaba pastillas constantemente; Basile, exponía sus problemas a sus compañeros del equipo y Avanish, un extranjero solitario y poco participativo.
El grupo se atreve a desafiar estereotipos e ignora la incomprensión de los que les rodean, se sumergen en una insólita aventura que les llevará a hacer frente a las dificultades y a sacar lo mejor de sí mismos gracias a la ilusión y el trabajo en equipo.

## Reparto
- Mathieu Amalric como Bertrand.
- Guillaume Canet como Laurent.
- Benoît Poelvoorde como Marcus.
- Jean-Hugues Anglade como Simon.
- Philippe Katerine como Thierry.
- Félix Moati como John.
- Alban Ivanov como Basile.

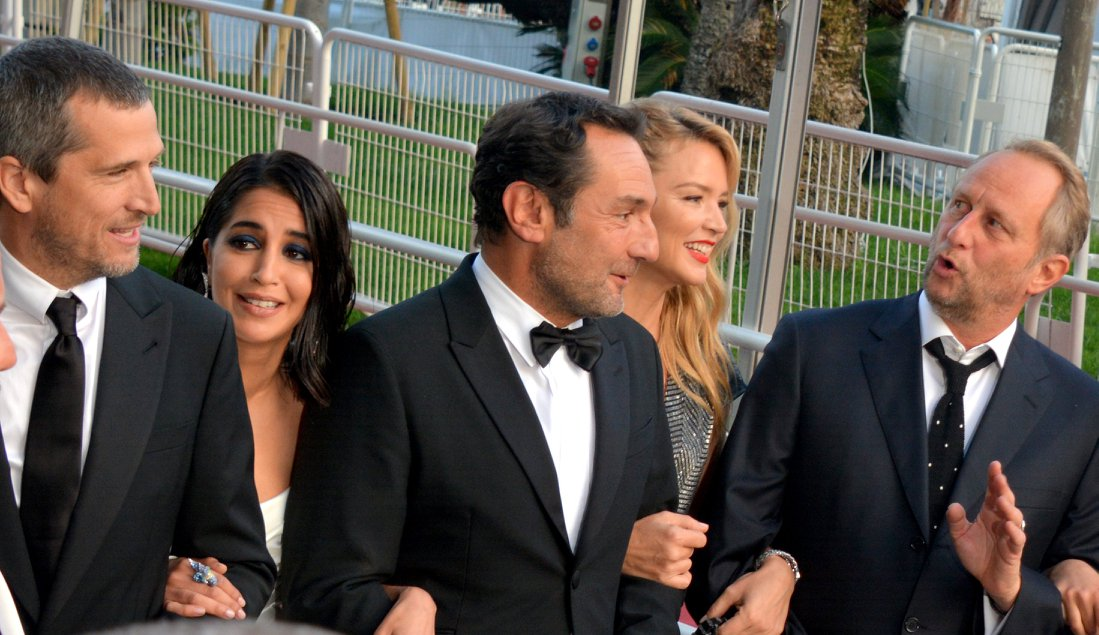
Guillaume Canet, Leïla Bekhti, Gilles Lellouche, Virginie Efira y Benoît Poelvoorde en la presentación de la película en el Festival de Cannes.

- Balasingham Thamilchelvan como Avanish.
- Virginie Efira como Delphine, la coach n°1.
- Leïla Bekhti como Amanda, la coach n°2.
- Marina Foïs como Claire, esposa de Bertrand.
- Noée Abita como Lola, la hija de Simon.
- Claire Nadeau como la madre de Laurent.
- Erika Sainte como Diane, la esposa de Laurent.
- Mathieu Torloting como Romain, el hijo de Laurent y Diane.
- Guillaume Cloud-Roussel como el hijo de Bertrand y Claire.
- Caroline Grant]] como la hija de Bertrand y Claire.
- Virgile Bramly como el compañero y amante de Delphine.

## Recepción

### Crítica
La película tuvo mayormente críticas positivas.Aunquefue criticada de forma negativa por The Hollywood Reporter donde David Rooney expresó; "Totalmente convencional (...) Dos horas pesadas que sólo funcionan en un acto final triunfal que es tan improbable como inevitable." 
"Componer una buena comedia sobre la depresión es muy improbable, pero Gilles Lellouche sale bien parado en al menos dos tercios de la película (...) Ayudado por un formidable conjunto de intérpretes masculinos" dijo Javier Ocaña de El País."'Sink Or Swim' funciona gracias a un guion que tiene momentos divertidos genuinos y al enfoque confiado y desenfadado que le da Lellouche" dijo Allan Hunter de Screendaily.

### Reconocimiento
- Festival de Cannes
- Premios César
  - César a la mejor película - Nominada
  - César al mejor director para Gilles Lellouche - Nominado
  - César al mejor actor secundario para Jean-Hugues Anglade - Nominado
  - César al mejor actor secundario para Philippe Katerine -  Ganador
  - César a la mejor actriz secundaria para Leïla Bekhti - Nominada
  - César a la mejor actriz secundaria para Virginie Efira - Nominada
  - César al mejor guion original para Gilles Lellouche, Ahmed Hamidi y Julien Lambroschini - Nominados
  - César a la mejor fotografía para Laurent Tangy - Nominado
  - César al mejor montaje para Simon Jacquet - Nominado
  - César al mejor sonido para  Cédric Deloche, Gwennolé Le Borgne y Marc Doisne - Nominados
- Victoria Film Festival
  - Mejor película - Ganadora
- Premios Globos de cristal
  - Mejor película - Nominada
  - Mejor actor para Philippe Katerine - Nominado
  - Mejor actor para Jean-Hugues Anglade - Nominado
- Premio Louis Delluc
  - Mejor película - Nominada